# RUM-139 垂直發射反潜导弹
RUM-139 VL-ASROC由洛克希德·马丁為美國海軍生产的反潜飛彈，為阿斯洛克反潜飛彈家族系列中的垂直发射衍生型。

## 歷史
RUM-139阿斯洛克的设计和开发工作始于 1983 年，当时的固特异宇航公司与美国海军签订合同开发一种相容於新型Mk 41垂直发射系统的舰载反潜导弹。然而开发工作经历了多次延误，直到1993年才開始部署在作戰艦隻上。在此开发过程中，固特异航空航天公司于1986 年被劳拉公司收购，而其防务部门又于1995年被洛克希德马丁公司收购。
初期型号改进自RUR-5阿斯洛克反潛飛彈，升级了固体燃料助推器部分和数位制导系统。携带了一枚Mk 46型魚雷，从垂直发射系统发射后在弹道计算机预先计算好的点抛弃助推火箭，然后打开降落伞减速入海。
从1996年开始，RUM-139阿斯洛克被更新的RUM-139A和随后的RUM-139B所取代。魚雷仍然是Mk 46型魚雷，尽管后续生产计划提出搭载Mk 50型魚雷，但该计划到最后被取消。 2004年10月，RUM-139C开始配备Mk 54型魚雷。 
RUM-139 VL-ASROC于 1993 年首次搭载至现役舰船使用，截止2007年共生产超过450枚。 ，它的長度為4.5米，發射距離約11.8海里或22公里（24000碼）。